# Lara Koussine
Lara Koussine (ou Larakousini) est un village de la région du Nord au Cameroun. Situé dans la commune de Touboro dans le département du Mayo-Rey, à la frontière avec le Tchad et non loin de celle avec la République centrafricaine.

## Population
Lors du recensement de 2005, le village comptait 958 habitants